# Signes List
Signes List ist ein kurzes, deutsches Stummfilmlustspiel aus dem Jahre 1913 von und mit Gerhard Dammann mit Sabine Impekoven in der Titelrolle.

## Handlung
Auf Wunsch von Onkel Rottmann, einem vermögenden Gutsbesitzer, soll Emil ein Wirtschaftsstudium absolvieren, worauf dieser aber keine Lust hat. Stattdessen widmet er sich ganz den schönen Künsten und versucht sich in der Bildhauerei. Als der Onkel davon erfährt, beordert er Emil augenblicklich zu sich nach Hause zurück. Emils Herzdame Signe weiß Rat, um den Onkel auszutricksen. Sie verkleidet sich als Musiker und reist mit Emil auf den Gutshof zu Onkel und Tante. Dort weiß sie die dralle Tante derart von sich zu überzeugen, dass diese sich in den falschen Musiker verliebt. Im garteneigenen Pavillon soll es zu einem Rendezvous mit der verkleideten Signe kommen. Dort demaskiert sich Signe, sodass sich die Tante beschämt und bis auf die Knochen blamiert fühlt. Damit nichts herauskommt, bittet Signe die Tante um Fürsprache beim gestrengen Onkel in Sachen Emils Bildhauerei-Fimmel. Und so geschieht es, dass der Onkel ein Auge zudrückt.

## Produktionsnotizen
Signes List, ein typisches, kurzes Dammann-Lustspiel aus seiner Vorkriegs-Bumke-Reihe, entstand im späten Frühjahr 1913, passierte im Juli desselben Jahres die Filmzensur und wurde am 15. August 1913 uraufgeführt. Der Einakter besaß eine Länge von rund 360 Metern.

## Wissenswertes
Gerhard Dammann und Sabine Impekoven haben zu dieser Zeit mehrfach gemeinsam in den populären, kurzen, sogenannten Bumke-Lustspielen zusammengespielt, darunter Die Gefahren des Vollbarts, Die Landkur, Bumke als Briefträger, Die perfekte Köchin und Der Zopf (alle 1913).